# Últimas Conversas
Últimas Conversas é um documentário brasileiro de 2015, dirigido por Eduardo Coutinho.
O longa-metragem é o décimo quarto e último trabalho da carreira do cineasta, morto em 2014, três meses após concluir as filmagens do projeto.
Seus dois colaboradores mais próximos, a montadora Jordana Berg e o cineasta João Moreira Salles, concluíram o filme, que acabou lançado em 2015.

## Sinopse
Realizado a partir de entrevistas feitas com jovens estudantes brasileiros pelo cineasta Eduardo Coutinho antes de sua morte, em fevereiro de 2014, o documentário busca entender como pensam, como sonham e como vivem os adolescentes daquela época. O material foi editado por sua parceira de longa data, a montadora Jordana Berg, e a versão final é assinada pelo cineasta João Moreira Salles, produtor do filme.

## Lançamento
O filme foi exibido pela primeira vez na 20ª edição do festival de cinema É Tudo Verdade, em abril de 2015.